# Bear Jumping Hurdles
Pour plus de détails, voir Fiche technique et Distribution.
Bear Jumping Hurdles est un film américain muet et en noir et blanc sorti en 1899.

## Fiche technique
- Titre : Bear Jumping Hurdles
- Réalisation :
- Scénario :
- Production : Siegmund Lubin
- Pays :  États-Unis
- Genre : Documentaire
- Durée :
- Date de sortie :
  - États-Unis : 1899